# Ma Xiangjun
Ma Xiangjun (chiń. 馬湘君 ur. 30 października 1964 w Qingdao) – chińska łuczniczka sportowa. Srebrna medalistka olimpijska z Barcelony.
Startowała w konkurencji łuków klasycznych. Zawody w 1992 były jej drugimi igrzyskami olimpijskimi, debiutowała w 1984. Po srebro sięgnęła w drużynie, tworzyły ją również Wang Xiaozhu i Wang Hong. Była indywidualnie mistrzynią świata w 1987 oraz brązową medalistką mistrzostw świata w rywalizacji drużynowej w 1993. Również w drużynie zajęła drugie miejsce w igrzyskach azjatyckich w 1986, indywidualnie zdobyła złoto i brąz.